# 嵩壽
嵩寿（？—1755年），一作松壽，字茂承，號雲依，赫舍里氏，正黃旗滿洲人，世袭子爵，清朝政治人物，进士出身。善画。

## 生平
嵩寿為清初重臣希福曾孫，尚书赫奕之子。雍正元年（1723年），嵩寿中二甲进士，选庶吉士，雍正三年（1725年）散館授編修。乾隆元年（1736年）任翰林院侍讀，大理寺卿。乾隆二年（1737年），册封安南国王黎维祎，以侍讀任正使，赐一品官服。累擢内阁学士。十四年（1749年），頒詔朝鲜，擢礼部侍郎。十九年（1754年），袭三等子爵。二十年（1755年）卒。
著有《以约堂焚余稿》。善画，曾为镶黄旗满洲进士介福作《野园图》，状元彭启丰、进士钱陈群、进士鄂容安、宗室诗人塞尔赫（字晓亭）、进士德保 (清朝)、诗人法式善等题咏，后由塞尔赫（字晓亭）、进士李恩庆递藏（载杨钟羲《雪橋詩話》卷9、震钧《天咫偶闻》卷3）。

## 家族
- 高祖父：瑚什穆巴颜
  - 曾伯祖父：硕色巴克什
    - 堂伯祖父：索尼 (清朝)，康熙初年辅政大臣之首，一等公；

  - 曾祖父：希福 (赫舍里氏)，三等子，內弘文院大學士；
    - 伯祖父：奇塔特，三等子，内大臣；
    - 祖父：帅颜保，礼部尚书；
      - 父：赫奕，工部尚书、画家；
      - 姑：一适奉恩镇国公根度（贝勒尚善第六子）；一适镶黄旗满洲钮祜禄氏头等侍卫侍卫领班博色（额亦都第八子图尔格曾孙）
        - 兄弟：肇敏，雍正十一年进士，任翰林院侍读学士；继配西林覺羅氏（父镶蓝旗满洲、一等襄勤伯鄂爾泰，母喜塔臘氏）。慧中，官至吏部侍郎。图南，任郎中；妻愛新覺羅氏（父宗室德義，祖父宗室噶布喇，曾祖巴布泰即努尔哈赤第九子）。
        - 姐妹：一适康熙帝长子胤禔长子宗室公品级弘昱；一適康熙帝舅父佟國維幼子護軍統領慶泰；
          - 嵩寿独子早逝，以幼弟之孙增保过继为嗣孙，袭三等子爵，增保任哈密办事大臣、正白旗汉军副都统；
            - 增保子奎善，袭三等子爵，任浙江嘉兴协副将，妻瑚锡哈理氏（父正黄旗满洲、体仁阁大学士伯麟），奎善女乃道光帝的睦答应；
              - 奎善无子，族侄荣昌即希福第三子二等侍卫威赫的后裔承袭三等子爵；
                - 荣昌又无子，以同族文举人官至靖边亲军统领记名副都统文福袭三等子爵，文福即索尼庶子索额图的后裔
                  - 文福跟随将军延茂，庚子年八国联军入京，举家殉国，以子清霖袭三等子爵。

## 外部連結
- 松壽 （页面存档备份，存于）